# Moviment Polític "Socialdemòcrates"
El Moviment Polític "Socialdemòcrates" (Politicesko Dvi?enie "Socialdemokrati") és un partit polític socialdemòcrata de Bulgària. Forma part de la Coalició per Bulgària, una aliança liderada pel Partit Socialista Búlgar. La Coalició va obtenir a les eleccions legislatives búlgares de 2001 el 17,1% dels vots i 48 dels 240 escons de l'Assemblea Nacional. A les eleccions búlgares de 25 de juny de 2005, la Coalició va passar al 33,98% del vot popular i a 82 escons parlamentaris, la primera força política. A les eleccions legislatives búlgares de 2009, però, va obtenir el 17,70% dels vots i 40 dels 240 escons.